# Делтовиден мускул
Делтовидният мускул (Musculus deltoideus) има форма на триъгълник, обърнат с основата нагоре, а с върха надолу, и наподобява гръцката буква делта (Δ), откъдето носи и наименованието си. Делтовидният мускул се разполага повърхностно около раменната става отпред, отстрани и отзад поради което се разделя съответно на:
- Преден делтовиден мускул (pars clavicularis) – започва от латералната част на ключицата и служи за огъването и завъртането на ръката навътре.
- Страничен делтовиден мускул (pars acromialis) – започва от външния дял на лопатката и горната ѝ задна област и служи за движението на ръката от тялото навън.
- Заден делтовиден мускул (pars spinata) – започва от горната част на задната област на лопатката и помага при разгъването и въртенето на ръката навън.

Функция-тегли рамото напред и леко го завърта навътре, отвежда рамото навън до хоризонтално ниво и го тегли назад с лека ротация навън.